# 備中鍾乳洞
もしかして
- 備中鐘乳穴

ではありませんか？